# Ramon (Russland)
Ramon (russisch Рамонь) ist eine Siedlung städtischen Typs in der Oblast Woronesch, Russland, mit 8354 Einwohnern (Stand 14. Oktober 2010).

## Geschichte
Die erste schriftliche Erwähnung des Ortes stammt aus dem Jahre 1615. 1938 wurde der Status einer Siedlung städtischen Typs verliehen. Die bekannteste Sehenswürdigkeit Ramons ist das für Fürstin Jewgenija Romanowskaja (Tochter von Maximilian de Beauharnais (Romanowski), 3. Herzog von Leuchtenberg) und ihren Mann Alexander von Oldenburg errichtete Schloss aus dem 19. Jahrhundert.

### Bevölkerungsentwicklung

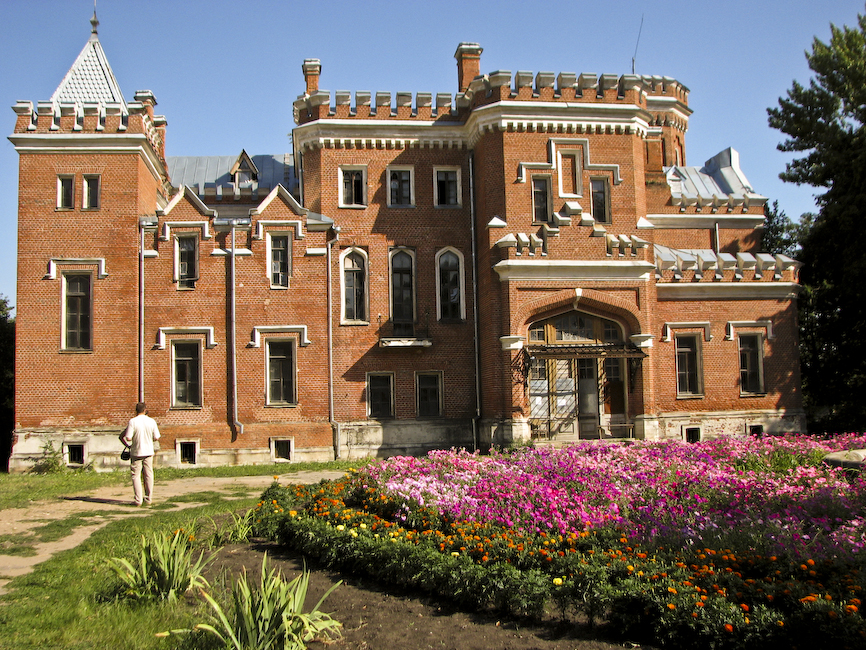
Schloss Ramon

| Jahr | Einwohner |
| ---- | --------- |
| 1939 | 3739      |
| 1959 | 8128      |
| 1970 | 7150      |
| 1979 | 8384      |
| 1989 | 8729      |
| 2002 | 8039      |
| 2010 | 8354      |

Anmerkung: Volkszählungsdaten

## Söhne und Töchter des Ortes
- Sergei Mossin (1849–1902), Waffenkonstrukteur
- Alexander Sery (1927–1987), Filmregisseur